# Le Voyage dans la Lune
Le Voyage dans la Lune és una pel·lícula muda francesa de 1902 dirigida per Georges Méliès, adaptació lliure de dues cèlebres novel·les: De la Terra a la Lluna de Jules Verne i Els primers homes a la lluna de H.G. Wells.
La pel·lícula va ser escrita i dirigida per Georges Méliès, assistit pel seu germà Gaston. El film té una durada de 14 minuts si es projecta a 16 fotogrames per segon, que era la velocitat estàndard quan la pel·lícula va ser realitzada. Va ser sorprenentment popular en el moment de la seva realització i és un dels films més cèlebres del centenar de pel·lícules de fantasia dirigides per Méliès. Viatge a la Lluna és el primer film de ciència-ficció, i incorpora animació innovadora i efectes especials, inclosa la icona fotogràfica de la nau espacial aterrada a sobre de l'ull de la Lluna.
Va ser nomenada una de les millors pel·lícules del Segle XX per Village Voice, en la posició número 84.

## Argument

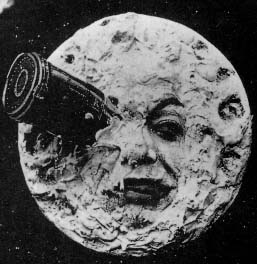
La imatge icònica de l'home a la lluna

En una reunió del Club d'Astronomia, el seu president, el professor Barbenfouillis, proposa una expedició a la Lluna. Després d'haver parlat d'alguna dissidència, altres cinc astrònoms valents: Nostradamus, Alcofrisbas, Omega, Micromegas, i Parafaragaramus, estan d'acord amb el pla. Es construeix una càpsula espacial en forma de bala, juntament amb un canó enorme per disparar-la a l'espai. Els astrònoms s'embarquen i la seva càpsula és disparada des del canó amb l'ajuda de "mariners", la majoria dels quals són interpretats per un grup de dones joves amb vestits de mariners. La cara de la Lluna mira la càpsula mentre s'acosta, i li colpeja a l'ull.
Aterrant amb seguretat a la Lluna, els astrònoms surten de la càpsula (sense necessitat de vestits espacials ni aparells respiratoris) i observen com la Terra puja a la distància. Esgotats pel seu viatge, estenen les mantes i dormen. Mentre dormen, passa un cometa, l'Ossa Major apareix amb rostres humans mirant cap a fora de cada estrella, el vell Saturn es recolza per una finestra del seu planeta anellat, i Febe, deessa de la Lluna, apareix asseguda en un gronxador de lluna creixent. Febe provoca una nevada que desperta els astrònoms, i aquests busquen refugi en una caverna on descobreixen bolets gegants. Un astrònom obre el seu paraigua; de seguida arrela i es converteix en un bolet gegant.
En aquest punt, apareix una selenita (un insectoide extraterrestre habitant de la Lluna, que porta el nom d'una de les deesses gregues de la lluna, Selene), però és assassinat fàcilment per un astrònom, ja que les criatures exploten si són colpejades amb força. Apareixen més selenites i cada cop és més difícil per als astrònoms destruir-los a mesura que estan envoltats. Els selenites capturen els astrònoms i els porten al palau del seu rei. Un astrònom aixeca el rei selenita del seu tron i el llença a terra, fent-lo explotar.
Els astrònoms tornen corrents a la seva càpsula mentre continuen colpejant els selenites que els persegueixen, i cinc hi entren. El sisè astrònom, el mateix Barbenfouillis, utilitza una corda per inclinar la càpsula sobre una cornisa de la Lluna i cap a l'espai. Un selenita intenta apoderar-se de la càpsula a l'últim moment. L'astrònom, la càpsula i el selenita cauen per l'espai i aterren en un oceà de la Terra, on són rescatats per un vaixell i remolcats a terra. La seqüència final (falta en algunes gravacions de la pel·lícula) representa una desfilada de celebració en honor al retorn dels viatgers, que inclou una exhibició del selenita captiu i la descoberta d'una estàtua commemorativa amb el lema "Labor omnia vincit".

## Repartiment

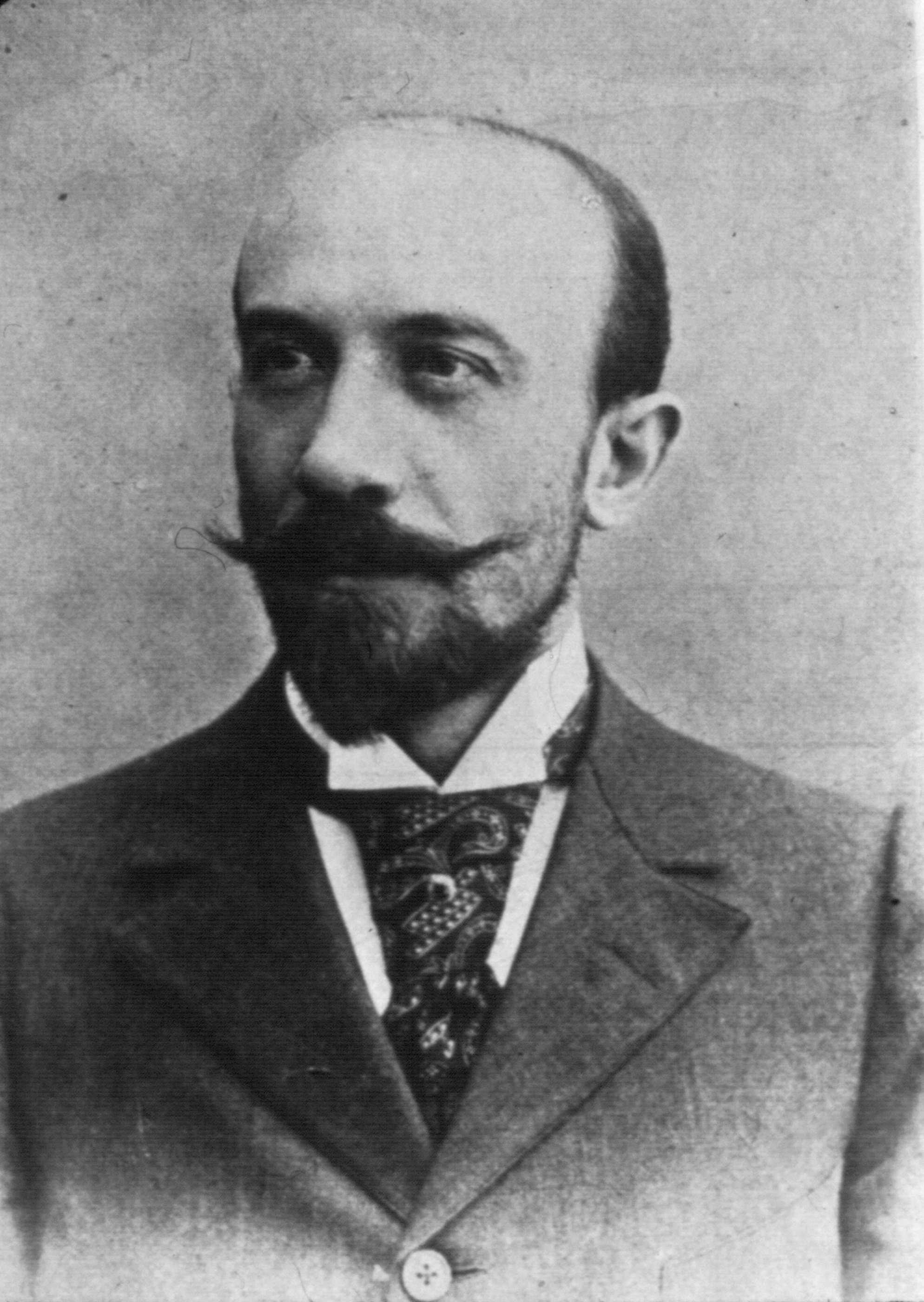
Georges Méliès

Quan es va fer Le Voyage dans la Lune, els actors de cinema actuaven de manera anònima i no es donaven crèdits; la pràctica d'oferir crèdits crèdits de començament i de tancament a les pel·lícules va ser una innovació posterior. No obstant això, es poden reconstruir els següents detalls del repartiment a partir de l'evidència disponible:
- Georges Méliès com el Professor Barbenfouillis.[7][8] Méliès, un cineasta i mag pioner francès actualment considerat com la primera persona a reconèixer el potencial de la narració en pel·lícula,[9] ja havia aconseguit un èxit considerable amb les seves versions cinematogràfiques de Cendrillon (1899) i Jeanne d'Arc (1900).[10] La seva àmplia implicació en totes les seves pel·lícules com a director, productor, escriptor, dissenyador, tècnic, publicista, editor i sovint actor el converteix en un dels primers autors cinematogràfics.[11] Parlant de la seva obra al final de la vida, Méliès va comentar: "La dificultat més gran per fer realitat les meves pròpies idees em va obligar a fer de vegades el paper principal a les meves pel·lícules ... vaig ser una estrella sense saber-ho, ja que el terme encara no existia."[12] En definitiva, Méliès va fer un paper d'actor a almenys 300 de les seves 520 pel·lícules.[13]
- Bleuette Bernon com Febe (la dona a la lluna creixent). Méliès va descobrir Bernon a la dècada de 1890, quan actuava com a cantant al cabaret L'Enfer. També va aparèixer a la seva adaptació de 1899 de Cendrillon (La Ventafocs).[14]
- François Lallement om a oficial de mariners. Lallement era un dels operadors de càmera assalariats de la Star Film Company.[14]
- Henri Delannoy com capità del coet.[7]
- Jules-Eugène Legris com a líder de la desfilada. Legris va ser un mag que va actuar al teatre d'il·lusions escèniques de Méliès, el Théâtre Robert-Houdin de París.[15]
- Victor André, Delpierre, Farjaux, Kelm, i Brunnet com astrònoms. André treballava al Théâtre de Cluny; els altres eren cantants a les sales de música franceses.[16]
- Balet del Théâtre du Châtelet com estrelles[16] i com a assistents de canon.[3]
- Acròbates de Folies Bergère com selenites.[16]

## Producció

### Inspiració

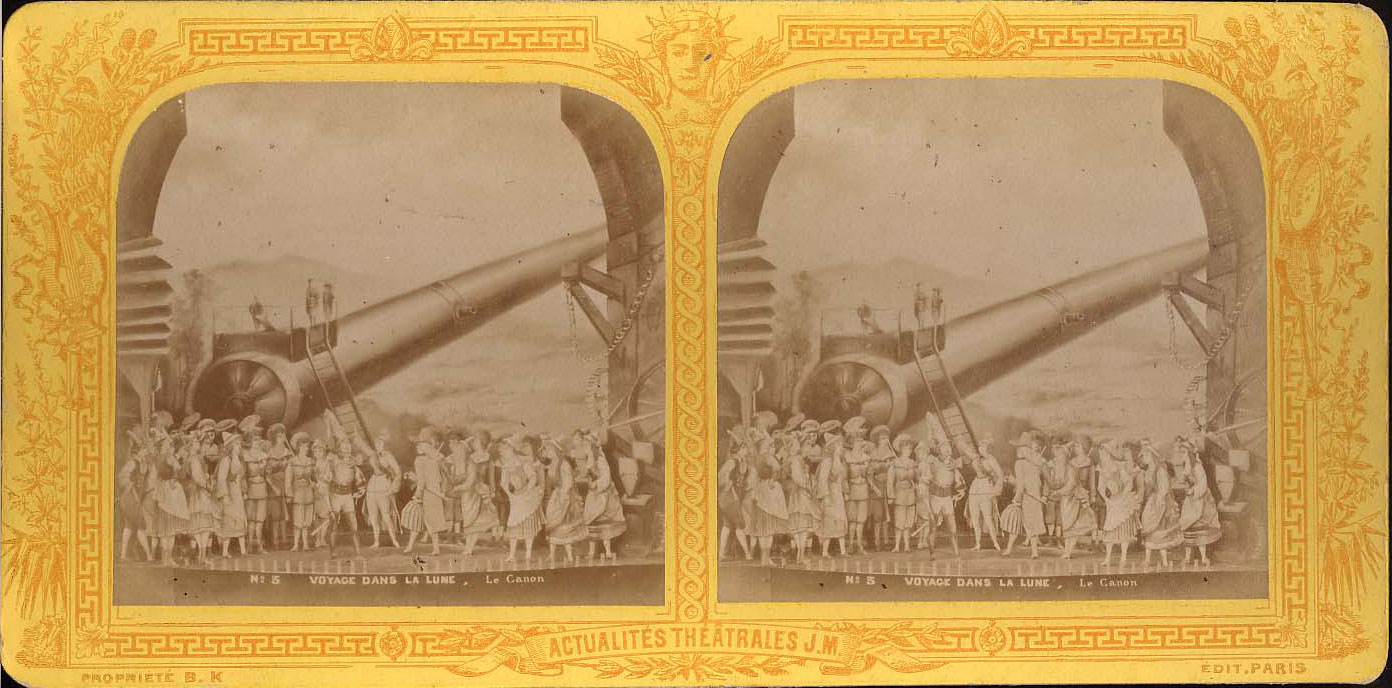
Tarjeta estereoscopi card showing que mostra una escena de l'òpera Le voyage dans la lune de Jacques Offenbach.

Quan se li va preguntar el 1930 què el va inspirar per Le Voyage dans la Lune, Méliès va acreditar les novel·les de Jules VerneDe la Terra a la Lluna (1865) i Al voltant de la Lluna (1870). Els historiadors del cinema, l'escriptor francès de mitjans del segle segle xx Georges Sadoul el primer d'ells, han suggerit amb freqüència The First Men in the Moon (1901) d'H. G. Wells, una traducció francesa de la qual es va publicar uns mesos abans que Méliès fes la pel·lícula, com una altra influència probable. Sadoul va argumentar que la primera meitat de la pel·lícula (fins al rodatge del projectil) es deriva de Verne i que la segona meitat, les aventures dels viatgers a la Lluna ia la Lluna, es deriva de Wells.
A més d'aquestes fonts literàries, diversos estudiosos del cinema han suggerit que Méliès va estar molt influenciada per altres obres, especialment l'opera-féerie Le voyage dans la lune de Jacques Offenbach, una paròdia no autoritzada de les novel·les de Verne, i l'atracció A Trip to the Moon a l'Exposició Pan-Americana de 1901 a Buffalo, Nova York. L'historiador del cinema francès Thierry Lefebvre planteja la hipòtesi que Méliès es basès en aquestes dues obres, però de maneres diferents: sembla haver pres l'estructura de la pel·lícula: "un viatge a la Lluna, un alunyament, una trobada amb extraterrestres amb una deformitat, una caminada subterrània, una entrevista amb l'home a la lluna i un retorn brutal a la realitat de tornada a la Terra"—directament des de l'atracció de 1901, però també va incorporar molts elements argumentals (incloent-hi la presència de sis astrònoms amb noms pseudocientífics, telescopis que es transformen en tamborets, un canó de trets de lluna muntat sobre terra, una escena en què la Lluna sembla apropar-se a l'espectador, una tempesta de neu lunar, una escena d'earthrise i viatgers amb paraigües), sense oblidar el to paròdic de la pel·lícula, de l'òpera-féerie d'Offenbach.

### Filmació

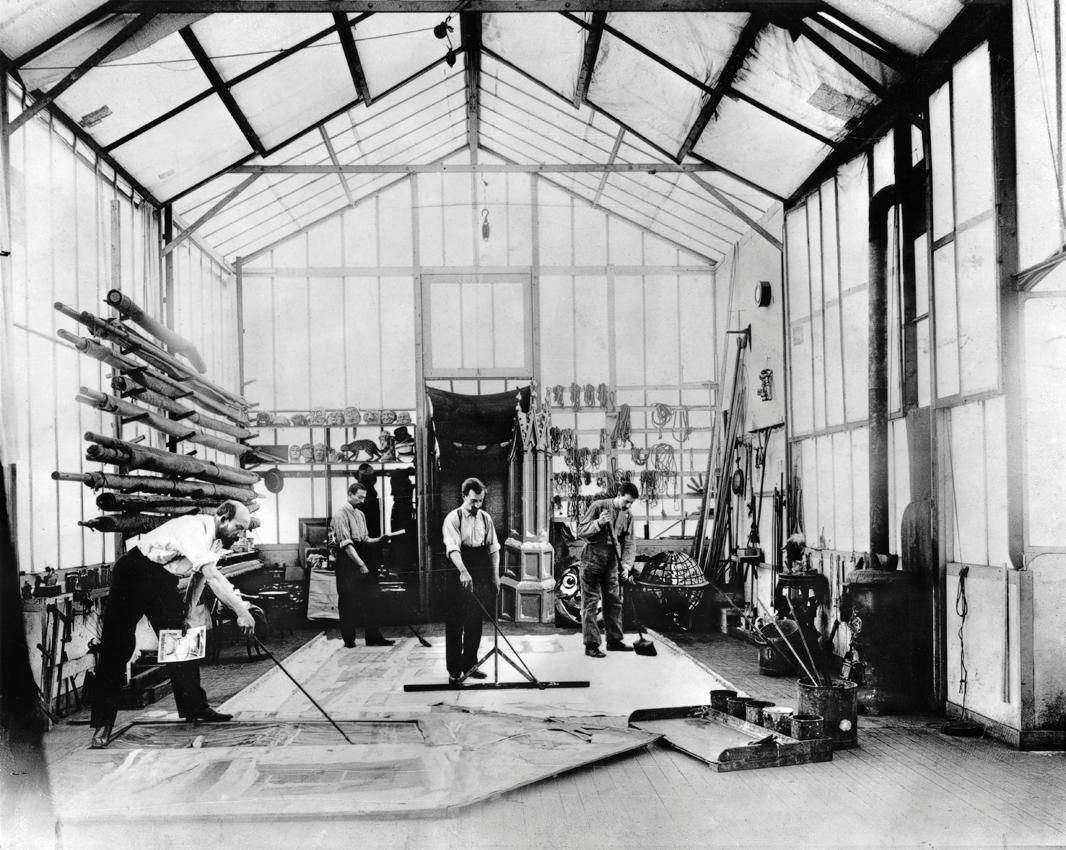
Méliès (a l'esquerra) a l'estudi on es va rodar Le Voyage dans la Lune.

Tal com assenyala l'escriptor científic Ron Miller, A Trip to the Moon va ser una de les pel·lícules més complexes que havia fet Méliès, i va utilitzar "tots els trucs que havia après o inventat". Va ser la seva pel·lícula més llarga en aquell moment; tant el pressupost com la durada del rodatge van ser inusualment abundants, i van costar 10.000 francs i va trigar tres mesos a completar-se. Els operadors de càmera eren Théophile Michault i Lucien Tainguy, que treballaven amb Méliès com a assalariat de la Star Film Company. A més de la seva feina com a càmeres, els operadors de Méliès també feien feines ocasionals per a l'empresa, com ara desenvolupar pel·lícules i ajudar a muntar l'escenografia, i un altre operador assalariat, François Lallement, va aparèixer a la pantalla com a oficial de la marina. Per contra, Méliès contractava els seus actors pel·lícula per pel·lícula, fent servir persones amb talent del món teatral parisenc, amb el qual tenia moltes connexions. Se'ls pagava un Louis d'or al dia, un sou considerablement superior al que oferien els competidors, i tenien un àpat complet gratuït al migdia amb Méliès.
L'estudi de cinema de Méliès, que havia construït a Montreuil el 1897, era un hivernacle amb parets de vidre i un sostre de vidre per deixar entrar la màxima llum solar possible, un concepte utilitzat per la majoria dels estudis de fotografia fixa a partir de la dècada de 1860; va ser construït amb les mateixes dimensions que el Théâtre Robert-Houdin de Méliès (13,5 × 6,6 m). Al llarg de la seva carrera cinematogràfica, Méliès va treballar en un estricte horari de planificació de pel·lícules al matí, filmant escenes durant les hores més brillants del dia, tenint cura al laboratori de cinema i al Théâtre Robert-Houdin a la tarda, i assistint a representacions als teatres parisencs al vespre.

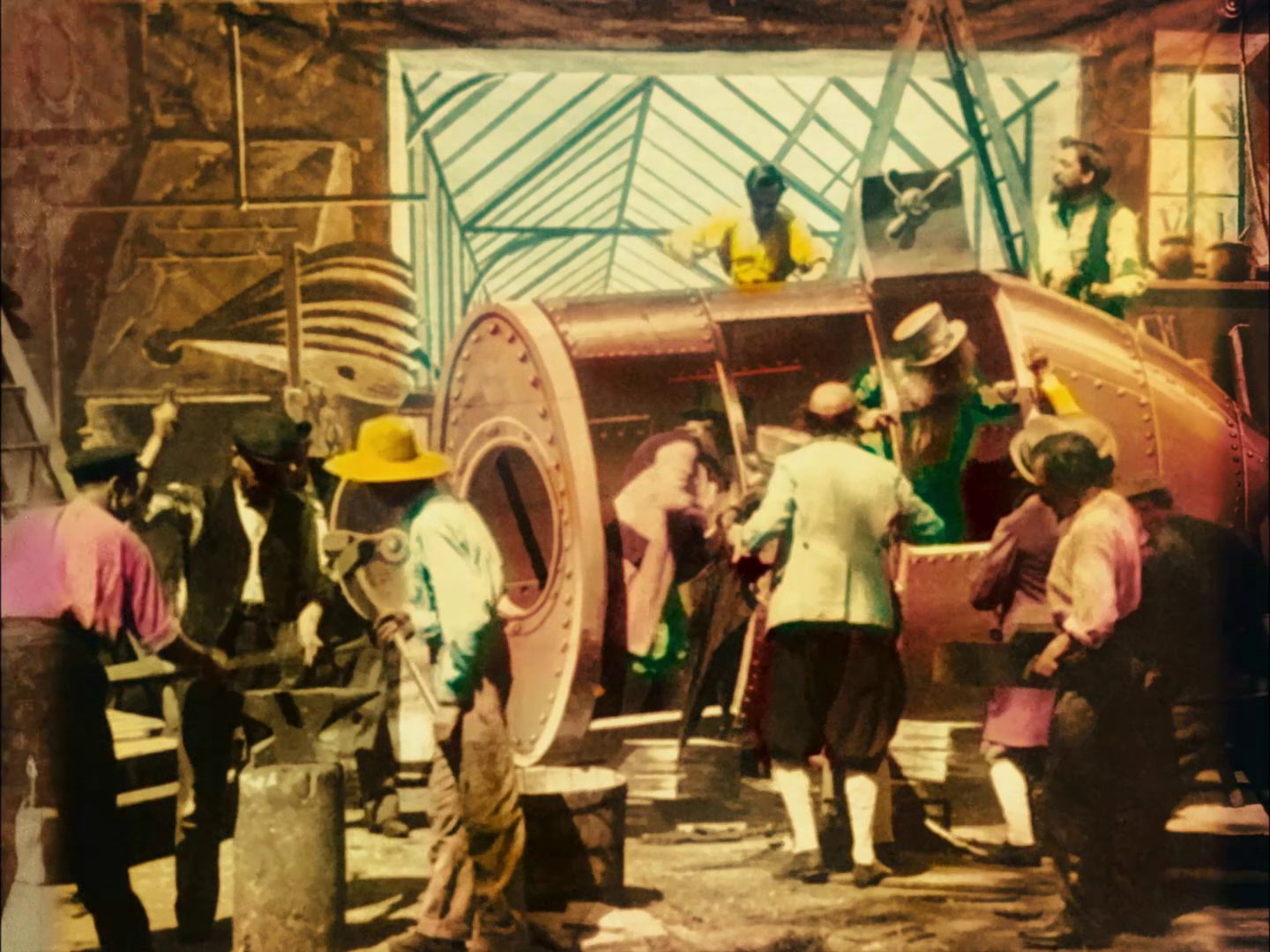
El conjunt del taller inclou un sostre de vidre, que evoca l'estudi real.

Segons els records de Méliès, gran part del cost inusual de Le Voyage dans la Lune es va deure a l'escenografia accionada mecànicament i en particular als vestits de selenita, que es van fer per a la pel·lícula amb cartró i tela. El mateix Méliès va esculpir prototips per als caps, els peus i les peces de la ròtula en terracota, i després va crear motlles de guix per a ells. Un especialista en màscares, probablement de la principal empresa parisina de fabricació de màscares i caixes de la Maison Hallé, va utilitzar aquests motlles per produir versions de cartró perquè les portessin els actors. Encara que altres detalls sobre la realització de la pel·lícula són escassos, l'historiador del cinema Georges Sadoul va argumentar que Méliès probablement va col·laborar amb el pintor Claudel en l'escenografia, i amb Jehanne d'Alcy al vestuari. Un dels telons de la pel·lícula, que mostra l'interior del taller amb sostre de vidre on es construeix la càpsula espacial, es va pintar per semblar el estudi real amb sostre de vidre on es va fer la pel·lícula.
Molts dels efectes especials de Le Voyage dans la Lune, com en moltes altres pel·lícules de Méliès, es van crear utilitzant la tècnica de l'Escamoteig, en què l'operador de càmera deixava de filmar el temps suficient perquè alguna cosa a la pantalla s'alterés, afegís o treiés. Méliès va empalmar amb cura les preses resultants per crear efectes aparentment màgics, com la transformació dels telescopis dels astrònoms en tamborets o la desaparició de les selenites que explotaven en bufades de fum. Es van crear altres efectes amb mitjans teatrals, com ara maquinària escènica i pirotècnia. La pel·lícula també inclou foses] en transició.
El pseudo-tràveling en què la càmera sembla apropar-se a l'home de la lluna es va fer amb un efecte que Méliès havia inventat l'any anterior per a la pel·lícula L'homme à la tête en caoutchouc. En comptes d'intentar moure la seva pesada càmera cap a un actor, va col·locar una cadira accionada per politges sobre una rampa muntada amb un rail, col·locant l'actor (tapat fins al coll amb vellut negre) a la cadira, i el va estirar cap a la càmera. Aquesta tècnica també va permetre a Méliès controlar la col·locació de la cara dins del marc amb un grau d'especificitat molt més gran del que permetia moure la seva càmera a l'ull de l'actor que interpreta la Lluna, completant el pla. Una altra seqüència notable de la pel·lícula, la immersió de la càpsula en un ambient real. Les ones econòmiques filmades en el lloc, es van crear mitjançant exposició múltiple, amb un pla de la càpsula que cau davant d'un fons negre superposat a la imatge de l'oceà. La presa és seguida d'una visió submarina de la càpsula que torna a flotar a la superfície, creada combinant un retall de cartró mòbil de la càpsula amb un aquari que conté capgrossos i dolls d'aire. El descens de la càpsula des del La Lluna es va cobrir en quatre plans, ocupant uns vint segons de temps de la pel·lícula.

### Colorejat
Igual que almenys el 4% de la producció de Méliès (incloent-hi grans pel·lícules com Le Royaume des Fées, Le Voyage à travers l'impossible i Le Barbier de Séville), alguns negatius de Le Voyage dans la Lune van ser individualment colorits a mà pel laboratori d'Élisabeth Thuillier a Paris. Thuillier, una antiga colorista de productes de vidre i cel·luloide, va dirigir un estudi de dues-centes persones pintant directament sobre pel·lícula amb pinzells, amb els colors que ella va triar i especificar. A cada treballador se li va assignar un color diferent amb l'estil d'una producció en cadena, amb més de vint colors separats sovint utilitzats per a una sola pel·lícula. De mitjana, el laboratori de Thuillier produïa una seixantena de còpies pintades a mà d'una pel·lícula.

### Música
Tot i que les pel·lícules de Méliès eren mudes, no estaven pensades per ser vistes en silenci; els expositors sovint utilitzaven un bonimenteur, o narrador, per explicar la història a mesura que es desenvolupava a la pantalla, acompanyada d'efectes de so i música en directe. El mateix Méliès es va interessar considerablement en l'acompanyament musical de les seves pel·lícules, i va preparar partitures especials per a diverses d'elles, incloent Le Royaume des Fées i Le Barbier de Séville. No obstant, Méliès mai va requerir que s'utilitzés una partitura musical específica amb cap pel·lícula, la qual cosa permetia als exhibidors llibertat per triar l'acompanyament que creguessin més adequat. Quan la pel·lícula es va projectar a la sala de música Olympia de París el 1902, una banda sonora original de la pel·lícula es va informar que s'havia escrit per a això.
El 1903, el compositor anglès Ezra Read va publicar una peça per a piano anomenada A Trip to the Moon: Comic Descriptive Fantasia, que segueix escena per escena la pel·lícula de Méliès i que podria haver estat utilitzada com a partitura per a la pel·lícula; podria haver estat encarregada pel mateix Méliès, que probablement havia conegut Read en un dels seus viatges a Anglaterra. Entre els compositors més recents que han gravat partitures per a A Trip to the Moon hi ha Nicolas Godin i Jean-Benoit Dunckel de Air, Frederick Hodges, Robert Israel, Eric Le Guen, Lawrence Lehérissey (un besnét de Méliès), Jeff Mills, Donald Sosin, i Victor Young (per a una còpia abreujada que apareix com a pròleg de la pel·lícula La volta al món en vuitanta dies de 1956).

## Anàlisi formal de la pel·lícula
Le Voyage dans la Lune presenta un conjunt de singularitats respecte al cinema que s'havia fet anteriorment. És a dir, per exemple el fet de veure que hi ha diferents escenes. Això suposa un canvi substancial respecte a les pel·lícules que havien fet anteriorment els germans Lumière, que era simplement una sola escena. Aquests canvis d'escena permet un fet importantíssim que és la inclusió d'una narració suficientment sòlida que ens introdueix l'argument pel qual se'ns presenta l'escenari fantàstic que se'ns presenta.
Respecte a la pel·lícula en si, hem de ser conscients que per a aquella època, el llargmetratge era vist com una combinació d'elements de terror i còmics (per exemple abunden les caigudes dels actors, o fins i tot la sensació d'absurditat que poden produir alguns dels monstres que apareixen a la Lluna). Aquests elements còmics són els que més tard recuperaran els grans actors del cinema mut i el cinema comercial dels anys 20, amb els famosíssims blockbusters de l'època muda (com Charles Chaplin o Ben Turpin).

Més en l'aspecte de l'actuació i l'escenari (attrezzo), cal recalcar que l'exageració dels moviments, la "sobreactuació" (manierisme) degut a la limitació de no poder expressar-se amb so, creen un univers molt irreal, molt lluny de tot allò mundà i quotidià, de forma que s'afegia un interès especial, que es relacionava molt amb el món surrealista i el món del circ i del teatre: és a dir, l'àmbit completament lúdic i sorprenent en el que Méliès es va desenvolupar des de bon principi (doncs cal recordar que ell era en showman en un principi, i que va comprar la idea del cinematògraf per a les seves funcions). Aquesta relació l'explica la pàgina web Figuras del Cine, a l'apartat de Méliès de la següent forma: 
"Para Méliès el cine era un instrumento para poner en práctica sus habilidades ilusionistas. Nunca pensó que estuviera desarrollando un nuevo arte. La única diferència que veía entre la linterna mágica y el cine era que este último era un juguete más sofisticado que le permitía mostrar todos sus trucos. Viendo sus películas, se hace evidente que Méliès actuaba en el plató como en un proscenio. Todas sus funciones estaban precedidas por la conveniente introducción al público".
"Per Méliès el cine era un instrument per a posar en pràctica les seves habilitats il·lusionistes. Mai no va pensar que estigués desenvolupant un nou art. L'única diferència que ell veia entre la llanterna màgica i el cinema era que aquest últim era una joguina més sofisticada que li permetia mostrar tots els seus trucs. Veient les seves pel·lícules, es fa evident que Méliès actuava al plató com en un prosceni. Totes les seves funcions estaven precedides per la convenient introducció al públic".
Si bé la figura del científic com a boig ja havia aparegut feia molts anys amb Frankenstein, els primers anys del cinema també recalcaven moltíssim aquesta figura, ja que de fet, el cinema no deixava de ser una nova tecnologia en certa forma. Per tant, trobem en el cinema primerenc figures com les del malvat doctor de Metropolis de Fritz Lang. Tot i així, en aquesta pel·lícula d'uns 25 anys abans, la figura del científic no s'identifica amb al malvat. En tot cas els malvats d'aquest llargmetratge són els éssers misteriosos, irreals, fora del món comú i relacionats amb el misticisme. Per tant, trobem una confiança en la ciència enfront del misticisme que és força original en aquest director.
Com a últim element a comentar d'aquest llargmetratge respecte a idees i argument, podem trobar el tema de l'erotisme. Aquest apareix en certes escenes, com per exemple en les que apareixen dones que sostenen astres, o altres llunes. Si tenim en compte que l'erotisme sempre s'ha relacionat al món misteriós en la cultura occidental, és força normal que aparegui aquest aspecte en una pel·lícula d'aquestes característiques.

## Innovacions que va introduir "Le Voyage dans la Lune"
Un dels motius pels quals Le Voyage dans la Lune segueix sent un referent importantíssim és gràcies a la quantitat d'innovacions i d'aspectes nous que aquesta gravació va incloure en el mètode de producció (i també en l'estructura formal, tema que ja s'ha tractat anteriorment a l'apartat de l'Anàlisi formal). Aquests serien els següents:
- Fosos de negre i des de negre: Per a fer el canvi d'escenes, el qual el mateix Méliès era un dels primers a aplicar i provar, el director utilitzava aquest recurs cinematogràfic, que consisteix a fer una progressió dels colors de la pantalla cap al negre (o a l'invers a l'hora d'introduir una nova escena).[64] D'aquesta forma la separació argumental entre ambdues escenes era clara.
- Stop trick: Encara que aquesta innovació no només és pròpia d'aquesta pel·lícula, sinó de Méliès en general, sí que apareix al llargmetratge. Aquest consistia a aturar la càmera, moure els personatges i tornar a obrir-la, de forma que donés la sensació que aquests s'havien mogut de maneres impossibles, o que havien desaparegut i aparegut.[65]
- Colorejat de les imatges: Encara que no se sap ben bé qui va ser el primer a pintar les imatges d'una pel·lícula sí que es té consciència que Méliès va ser un dels primers a fer-ho amb llargmetratges com La mansió del diable de 1896 o La caldera infernal de 1903.[66] Així doncs, Méliès també va decidir donar aquest efecte a la Le Voyage dans la Lune, amb, per exemple, l'ús del marró en les roques de la Lluna o el color ataronjat per a la nau espacial. Aquest treball era especialment dificultós, ja que requeria haver de pintar tots i cada un dels fotogrames que tenia la pel·lícula, motiu pel qual no es pintaven la major part de les pel·lícules. A més, aquesta coloració respon a una certa jerarquia, és a dir, que per exemple, en la primera escena no es van pintar tots els mags que hi havia, sinó als més importants només.
- Efectes especials de tramoia: Aquest terme es refereix al fet que Méliès, aprofitant el món del circ i del teatre amb el qual estava molt relacionat, afegeix efectes especials que interaccionen amb el mateix escenari i que funcionen de forma rudimentària amb politges i altres màquines simples. És en aquest aspecte en el que més va competir amb el seu proclamat contrincant Segundo de Chomón, que fins i tot va arribar a ser el seu representant a Barcelona.[67][68]

## Llegat i influència posterior

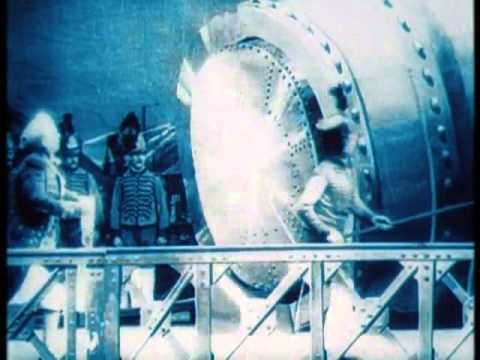
Escena dExcursion à la Lune (del 1908), de Segundo de Chomón que copia el model escènic de Voyage dans la Lune de Georges Méliès.

Sent Méliès un dels més influents artistes de la història del cinema el llegat i el camí que va deixar a altres directors és innegable. El primer de tots, el trobem en el mateix Segundo de Chomón, que va realitzar una nova versió d'aquesta pel·lícula dirigida per ell. Es va titular Excursió a la Lluna i data de just 6 anys després que la versió de Méliès. Aquesta versió, encara que és notablement més curta (7 minuts) conté rèpliques de les escenes més famoses del film de Méliès, com és per exemple l'escena en la que la nau dels científics xoca amb la cara de la Lluna o l'escena en la que els científics pugen a la nau. A més, encara que les tècniques de l'època tampoc no permetien una altra cosa, Chomón també fa ús del manierisme i l'absurditat. De fet, la còpia desautoritzada de Chomón va ser tan bona que en certes ocasions s'ha atribuït el film a Méliès.
Nombrosos artistes actuals han fet els seus propis homenatges a Méliès. És el cas de la banda de rock The Smashing Pumpkins, que al fer videoclip de la cançó Tonight, Tonight es va inspirar notablement en Voyage dans la Lune de Méliès. També l'àlbum de la banda francesa Air es va inspirar en la versió restaurada i colorejada de Voyage dans la Lune per a fer l'àlbum homònim publicat el 2012.
Els trofeus que dona anualment l'organització Visual Effects Society tenen com a eslògan un dibuix de la nau xocant amb l'ull de la Lluna.